# بووینو
بووینو (به ایتالیایی: Bovino) یک کومونه در ایتالیا است که در استان فوجا واقع شده‌است.

## خصوصیات
بووینو ۸۴ کیلومترمربع مساحت و ۳٬۳۸۵ نفر جمعیت دارد و ۶۴۷ متر بالاتر از سطح دریا واقع شده‌است.